# Germaine (Aisne)
Pour les articles homonymes, voir Germaine.
Germaine est une commune française située dans le département de l'Aisne, en région Hauts-de-France.

## Géographie

### Hydrographie
La commune est située dans le bassin Artois-Picardie. Elle n'est drainée par aucun cours d'eau.

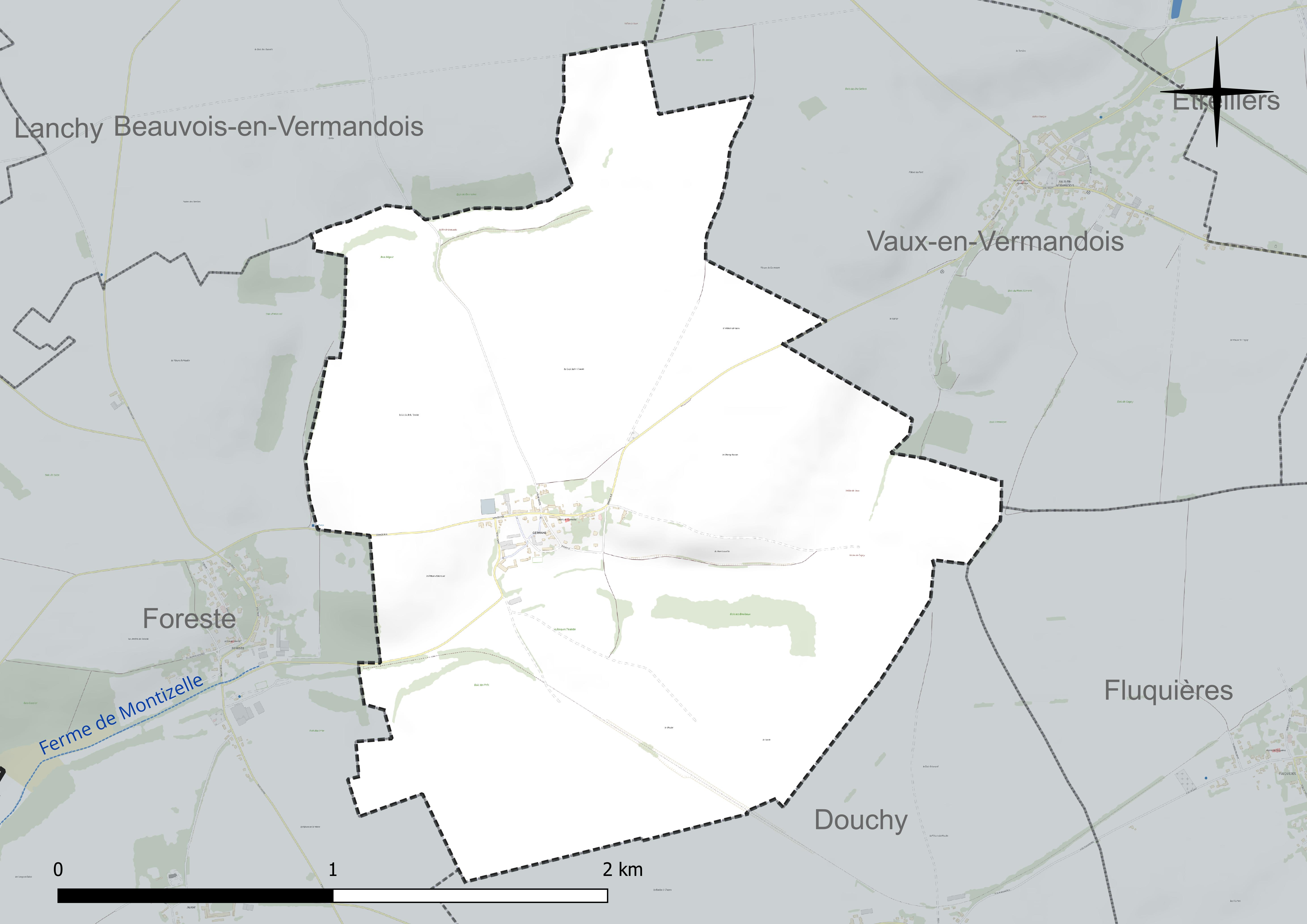
Réseau hydrographique de Germaine.

### Climat
Pour des articles plus généraux, voir Climat des Hauts-de-France et Climat de l'Aisne.
En 2010, le climat de la commune est de type climat océanique dégradé des plaines du Centre et du Nord, selon une étude du CNRS s'appuyant sur une série de données couvrant la période 1971-2000. En 2020, Météo-France publie une typologie des climats de la France métropolitaine dans laquelle la commune est exposée à un climat océanique et est dans la région climatique Nord-est du bassin Parisien, caractérisée par un ensoleillement médiocre, une pluviométrie moyenne régulièrement répartie au cours de l'année et un hiver froid (3 °C).
Pour la période 1971-2000, la température annuelle moyenne est de 10,3 °C, avec une amplitude thermique annuelle de 14,5 °C. Le cumul annuel moyen de précipitations est de 692 mm, avec 11,3 jours de précipitations en janvier et 8,7 jours en juillet. Pour la période 1991-2020, la température moyenne annuelle observée sur la station météorologique la plus proche, située sur la commune de Fontaine-lès-Clercs à 8 km à vol d'oiseau, est de 10,8 °C et le cumul annuel moyen de précipitations est de 683,4 mm,. Pour l'avenir, les paramètres climatiques de la commune estimés pour 2050 selon différents scénarios d'émission de gaz à effet de serre sont consultables sur un site dédié publié par Météo-France en novembre 2022.

## Urbanisme

### Typologie
Au 1er janvier 2024, Germaine est catégorisée commune rurale à habitat dispersé, selon la nouvelle grille communale de densité à 7 niveaux définie par l'Insee en 2022.
Elle est située hors unité urbaine. Par ailleurs la commune fait partie de l'aire d'attraction de Saint-Quentin, dont elle est une commune de la couronne,. Cette aire, qui regroupe 120 communes, est catégorisée dans les aires de 50 000 à moins de 200 000 habitants,.

### Occupation des sols
L'occupation des sols de la commune, telle qu'elle ressort de la base de données européenne d'occupation biophysique des sols Corine Land Cover (CLC), est marquée par l'importance des territoires agricoles (100 % en 2018), une proportion identique à celle de 1990 (100 %). La répartition détaillée en 2018 est la suivante : 
terres arables (95,1 %), zones agricoles hétérogènes (4,9 %).
L'évolution de l'occupation des sols de la commune et de ses infrastructures peut être observée sur les différentes représentations cartographiques du territoire : la carte de Cassini (XVIIIe siècle), la carte d'état-major (1820-1866) et les cartes ou photos aériennes de l'IGN pour la période actuelle (1950 à aujourd'hui).

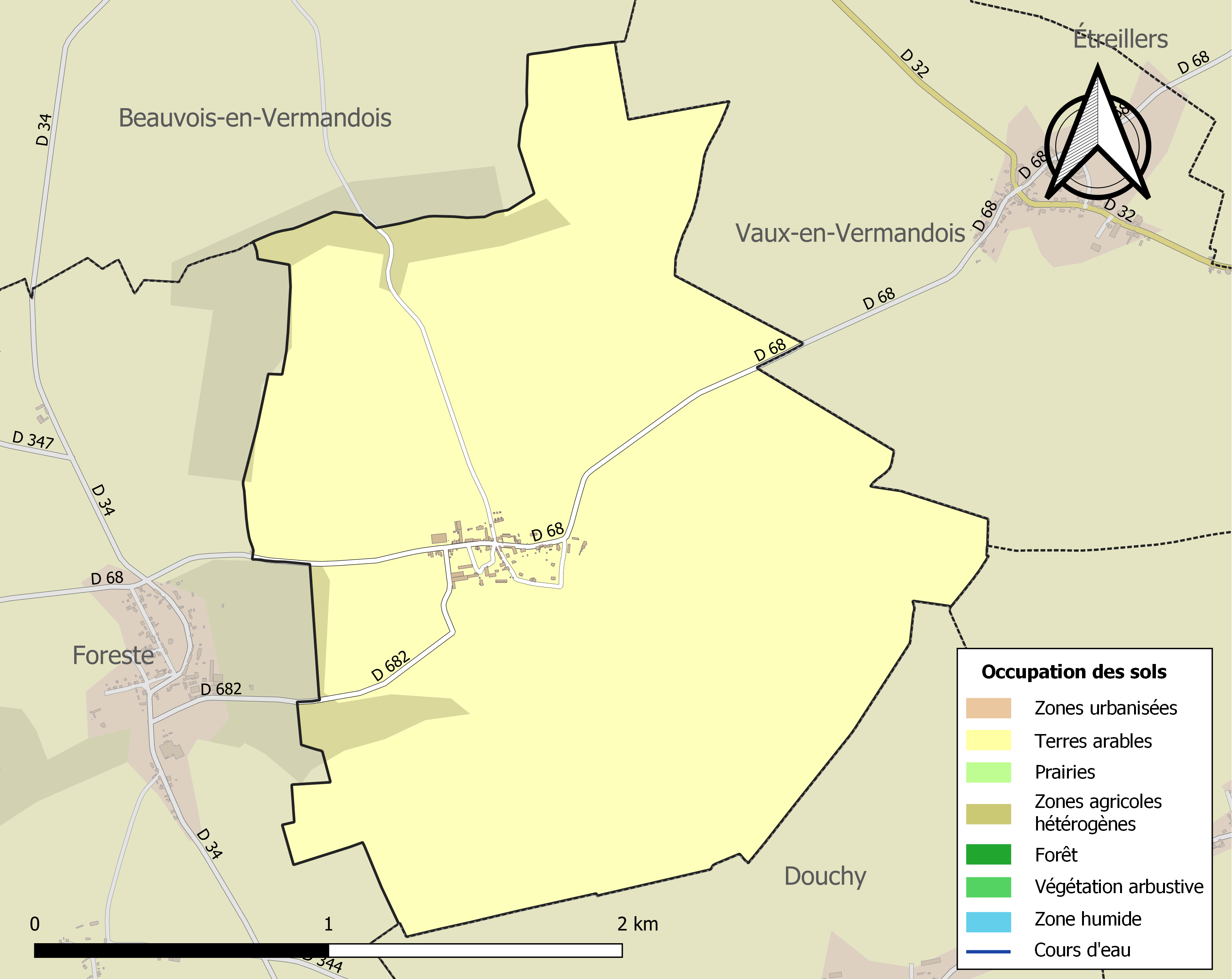
Carte de l'occupation des sols de la commune en 2018 (CLC).

## Toponymie
Germaine apparaît en 1135 sous le nom de Alodium de Germania dans une charte de l'abbaye de Prémontré puis Germania, Germaines, Geremonia, Germainnes, Villa de Germanus, Germainez, Germaine-en-Vermandois en 1743 et enfin l'appellation actuelle sur la carte de Cassini vers 1750.
Trace toponymique d'immigration : les Germains sont représentés par cet ancien alleu, de Germani et -a (villa), « ( ferme ) des Germains ».
Le village a donné son nom à la rivière Germaine, « La Germaine prenait autrefois naissance à Étreillers (Aisne); elle parcourait alors une distance de 16 km 
et formait plusieurs étangs avant de se jeter dans la Somme à Offoy. Mais les rétrogradations successives 
des eaux qui l'alimentent ont réduit son cours de plus de moitié. Aujourd'hui, elle n'est plus qu'un ruisseau
dont les sources émergent dans la prairie même de Douilly ».

## Histoire
La seigneurie de Germaine appartenait à l'abbaye de Prémontré.
Un moulin à vent en bois était situé au sud-est à mi-chemin vers Douchy et il y avait un calvaire en direction d'Oroir (aujourd'hui Foreste).

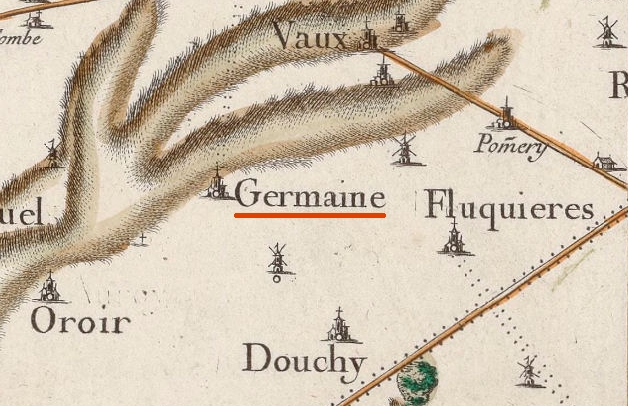
Germaine sur la carte de Cassini (vers 1750).
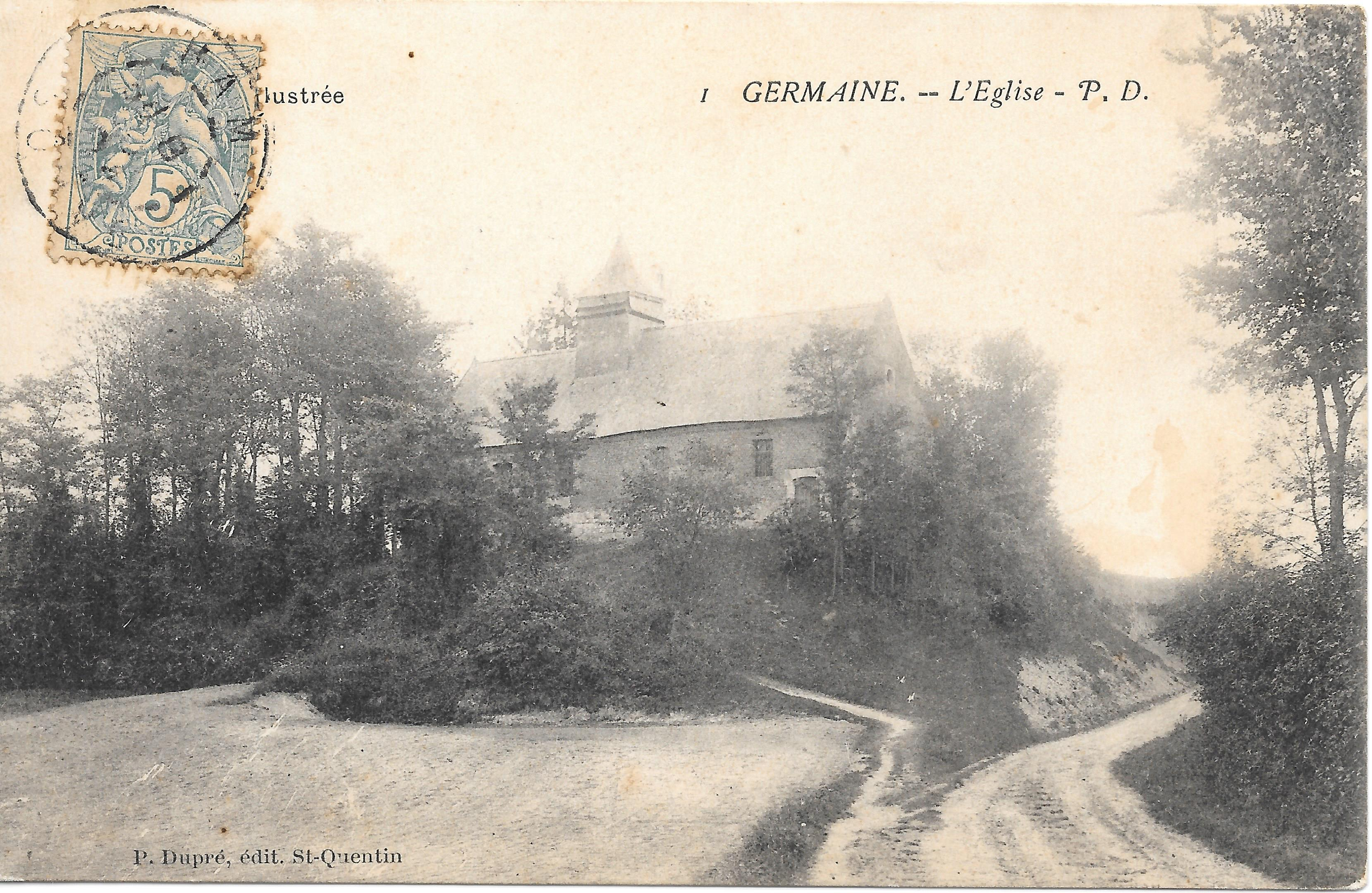
L'église de Germaine vers 1900.

### Première Guerre mondiale
Le 28 août 1914, moins d'un mois après la déclaration de guerre, Germaine vit l'arrivée des premiers soldats allemands après la retraite de l'armée française.

Pendant 30 mois, le village se trouva en arrière du front, qui était stabilisé à une vingtaine de kilomètres à l'ouest, vers Péronne. Pendant cette période, les habitants connurent la dure loi des occupants. Des arrêtés de la Kommandantur obligeaient, à date fixe, sous la responsabilité du maire et du conseil municipal, la population à fournir sous peine de sanctions : blé, œufs, lait, viande, légumes, destinés à nourrir les soldats allemands. Toutes les personnes valides devaient effectuer des travaux agricoles ou d'entretien. Voici des extraits d'un arrêté de la Kommandantur d'Holnon valable pour 25 communes de la région : 

« Holnon le 22 juillet 1915. 

Tous les ouvriers et les femmes et les enfants de quinze ans sont obligés de faire travaux des champs tous les jours aussi dimanche de quatre heures du matin jusque huit heures du soir… Après la récolte les fainéants seront emprisonnés six mois. Les femmes fainéantes seront exilées à Holnon pour travailler. Après la récolte, les femmes seront emprisonnées six mois… Les enfants fainéants seront punis de coups de bâton. De plus le commandant réserve de punir les ouvriers fainéants de vingt coups de bâton tous les jours… Les ouvriers de la commune Vendelles sont punis sévèrement. »

En 1916, les hommes valides avec le maire furent déportés à Briastre dans le Nord.
En février 1917, le maréchal Hindenburg décida de créer une ligne de défense à l'est du front (la Ligne Hindenburg) pour que l'armée allemande puisse s'y replier. Toute la population civile fut déportée à Maubeuge. Lors du retrait des troupes allemandes, tous les villages devaient être détruits pour ne pas servir d'abris aux troupes franco-anglaises. Le 15 février, les habitants furent conduits à la gare de Vermand, installés dans des wagons à bestiaux, emmenés à Saint-Quentin et dispersés dans des lieux occupés, jusqu'en Belgique.
En mars 1917, avant le retrait des troupes allemandes sur la ligne Hindenburg, le long du canal de Saint-Quentin, toutes les maisons furent pillées et incendiées, le village fut détruit. L'église, la mairie, l'école et toutes les habitations furent dynamités et les arbres sciés à 1 m de hauteur.
Le village fut repris le 31 mars 1917 par les troupes britanniques; mais en mars 1918, les Allemands réoccupèrent le village au cours de leur dernière grande offensive (la Bataille du Kaiser), ce n'est que le 13 septembre 1918 que la commune de Germaine fut définitivement libérée par les Britanniques.

### Entre-deux-guerres

Ruines de l'église en 1920.

Après l'armistice, nombre d'habitants ne revinrent pas s'installer dans la commune, mais, grâce aux indemnités pour dommages de guerre, commencèrent une nouvelle vie en d'autres lieux. Pour les autres débuta une longue période de plus de dix ans de reconstruction des habitations (maisons provisoires), des fermes, des bâtiments publics, des routes. De 161 habitants en 1901, Germaine n'en comptait plus que 82 en 1921, soit la moitié.
Le 17 octobre 1920, vu les souffrances endurées par la population pendant les trois années d'occupation et les dégâts aux constructions, la commune se vit décerner la Croix de guerre 1914-1918.

## Politique et administration

### Découpage territorial
La commune de Germaine est membre de la communauté de communes du Pays du Vermandois, un établissement public de coopération intercommunale (EPCI) à fiscalité propre créé le 31 décembre 1993 dont le siège est à Bellicourt. Ce dernier est par ailleurs membre d'autres groupements intercommunaux.
Sur le plan administratif, elle est rattachée à l'arrondissement de Saint-Quentin, au département de l'Aisne et à la région Hauts-de-France. Sur le plan électoral, elle dépend du  canton de Saint-Quentin-1 pour l'élection des conseillers départementaux, depuis le redécoupage cantonal de 2014 entré en vigueur en 2015, et de la deuxième circonscription de l'Aisne  pour les élections législatives, depuis le dernier découpage électoral de 2010.

### Administration municipale
Le nombre d'habitants de la commune étant inférieur à 100, le nombre de membres du conseil municipal est de 7.

#### Liste des maires
| Période                                  | Période                       | Identité               | Étiquette | Qualité                                        |
| ---------------------------------------- | ----------------------------- | ---------------------- | --------- | ---------------------------------------------- |
| Les données manquantes sont à compléter. |                               |                        |           |                                                |
|                                          | 1875                          | Coutte                 |           |                                                |
| 1876                                     |                               | Wallon                 |           |                                                |
| 1908                                     | 1950                          | Joseph Deguise         |           |                                                |
| mars 2001                                | mars 2008                     | Jean-Louis Brayer      |           |                                                |
| mars 2008                                | mars 2014                     | Benoît Delange         |           |                                                |
| mars 2014                                | En cours (au 12 juillet 2020) | Jean-Claude Desmasures | SE        | Agent technique Réélu pour le mandat 2020-2026 |

## Démographie
L'évolution du nombre d'habitants est connue à travers les recensements de la population effectués dans la commune depuis 1793. Pour les communes de moins de 10 000 habitants, une enquête de recensement portant sur toute la population est réalisée tous les cinq ans, les populations de référence des années intermédiaires étant quant à elles estimées par interpolation ou extrapolation. Pour la commune, le premier recensement exhaustif entrant dans le cadre du nouveau dispositif a été réalisé en 2004.

En 2022, la commune comptait 84 habitants, en évolution de +5 % par rapport à 2016 (Aisne : −1,97 %, France hors Mayotte : +2,11 %).
| 1793 | 1800 | 1806 | 1821 | 1831 | 1836 | 1841 | 1846 | 1851 |
| ---- | ---- | ---- | ---- | ---- | ---- | ---- | ---- | ---- |
| 157  | 135  | 162  | 178  | 190  | 202  | 200  | 208  | 189  |

| 1856 | 1861 | 1866 | 1872 | 1876 | 1881 | 1886 | 1891 | 1896 |
| ---- | ---- | ---- | ---- | ---- | ---- | ---- | ---- | ---- |
| 184  | 190  | 189  | 168  | 195  | 167  | 155  | 180  | 174  |

| 1901 | 1906 | 1911 | 1921 | 1926 | 1931 | 1936 | 1946 | 1954 |
| ---- | ---- | ---- | ---- | ---- | ---- | ---- | ---- | ---- |
| 161  | 158  | 143  | 82   | 110  | 117  | 129  | 115  | 111  |

| 1962 | 1968 | 1975 | 1982 | 1990 | 1999 | 2004 | 2006 | 2009 |
| ---- | ---- | ---- | ---- | ---- | ---- | ---- | ---- | ---- |
| 117  | 105  | 106  | 103  | 75   | 67   | 66   | 66   | 67   |

| 2014 | 2019 | 2022 | - | - | - | - | - | - |
| ---- | ---- | ---- | - | - | - | - | - | - |
| 77   | 81   | 84   | - | - | - | - | - | - |

## Lieux et monuments

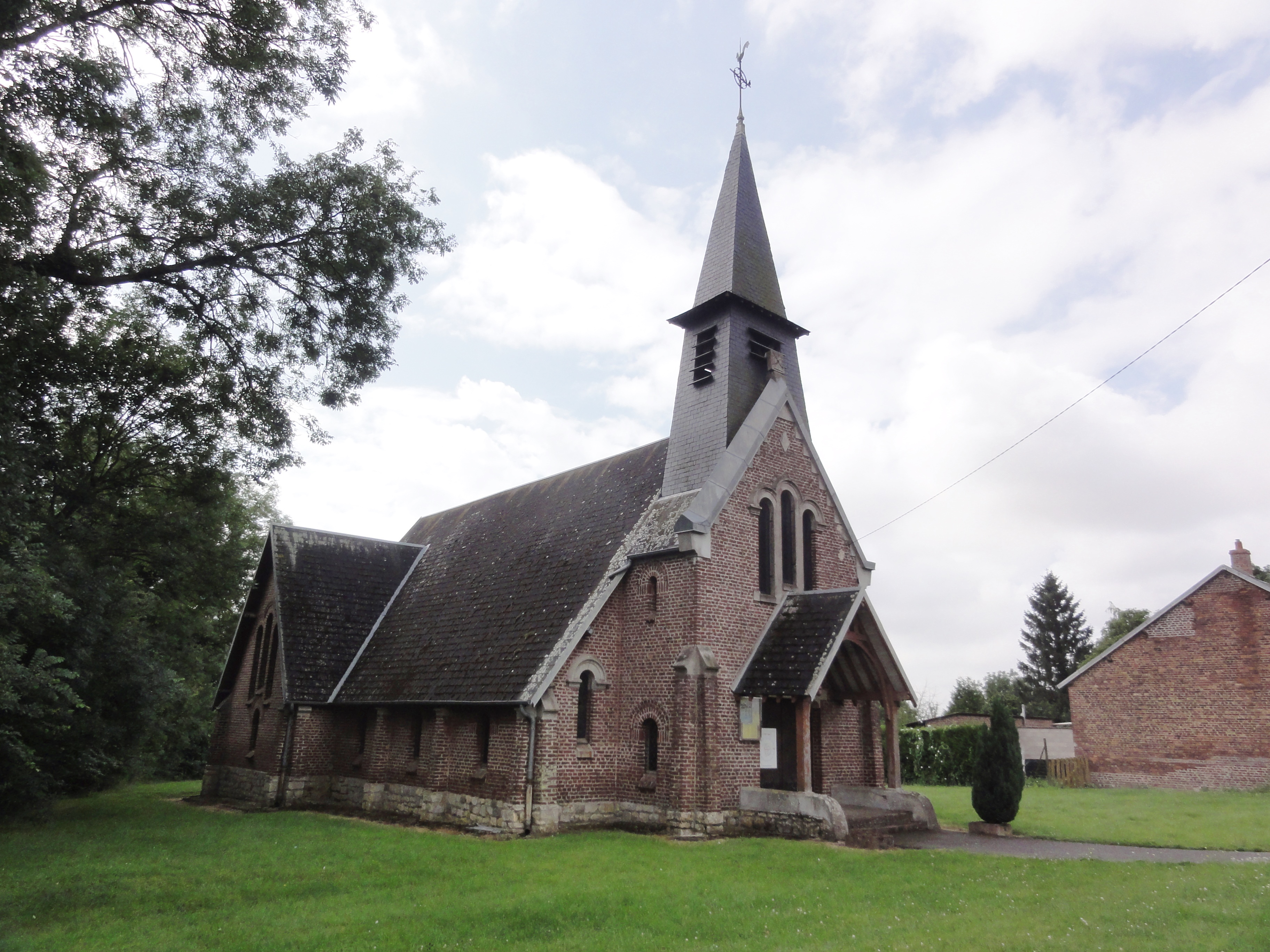
Église Saint-Martin.

- Église Saint-Martin.

## Héraldique
| Blason de Germaine | Blason  | Tiercé en pairle renversé : au 1er d'azur à la bande d'argent côtoyée de deux doubles cotices potencées contre-potencées d'or, au 2e de gueules à l'épi de blé tigé et feuillé d'or, au 3e d'or à la tête coupée de cheval de tenné, allumée d'argent et bridée de gueules. |
| Blason de Germaine | Détails | Le statut officiel du blason reste à déterminer. |